# Aterro (filme)
Aterro é um filme documentário brasileiro de 2011, dirigido por Marcelo Reis.

## Sinopse
Belo Horizonte é uma cidade planejada, construída e inaugurada sob os preceitos progressistas no final do século XIX. Em cerca de meio século, sua produção de lixo ultrapassou os limites do sistema de gestão de resíduos e todo o lixo passou a ser jogado a céu aberto a menos de 5 km do centro da cidade. Aterro é um filme sobre sete mulheres pioneiras da catação de lixo no Brasil. Diante do atual e controverso sistema
de aterragem, elas falam do aparente inevitável destino do lixo.

## Principais prêmios e indicações
O filme recebeu o Green Award do Third World Independent Film Festival, USA, 2011; o Prêmio Luis Espinal da Mostra Cine Trabalho, Marília-SP, Brasil, 2012 e o Prêmio de Melhor Longa Metragem do Juri Oficial do Festiver, Colômbia, 2012.